# Thaumalea baminana
Thaumalea baminana är en tvåvingeart som beskrevs av Yang 2003. Thaumalea baminana ingår i släktet Thaumalea och familjen mätarmyggor. Inga underarter finns listade i Catalogue of Life.